# Burcardo di Worms
Burcardo (Burkhard) di Worms, nella forma latinizzata detto anche Burchardus da Worms e Burchardo Vorminientis (950 – 20 agosto 1025), è stato vescovo di Worms, nonché famoso autore dei 20 volumi delle Regulæ Ecclesiasticæ (collezione di locuzioni latine a carattere giuridico ordinate alfabeticamente, entrate nell'uso comune grazie alla scuola dei glossatori di Bologna) note anche come Brocardica, Regulae Burchardicae, Collectarium canonum, Decretum. È venerato come beato dalla Chiesa cattolica.

## Biografia
Burcardo studiò presso l'abbazia di Lobbes sotto Erigerio di Lobbes e venne ordinato diacono da monsignor Villigiso di Magonza nel 993, dopo aver terminato i propri studi nella città di Coblenza.
Venne successivamente elevato a primate della diocesi di Magonza.
Il 10 marzo 1000 fu nominato vescovo di Worms dai rappresentanti della diocesi di Magonza. In una biografia scritta poco dopo la sua morte, si riporta che furono in realtà altri due i candidati nominati per coprire la sedia vescovile vacante, ma entrambi morirono improvvisamente.
Anche in conseguenza degli avvenimenti storici che interessano la città di Worms in quel periodo, Burcardo si trovò a dover gestire una diocesi estremamente in difficoltà, regolarmente oggetto di attacchi e saccheggi.
Burcardo s'impegnò in un lavoro di riorganizzazione e ristrutturazione del territorio della diocesi. Nel 1016 provvide anche a ordinare la ristrutturazione della chiesa di San Pietro, cattedrale della città.
Il monaco Alberto di Metz gli dedicò le sue cronache intitolate De episcopis Mettensibus (978-984) e De diversitate temporum (1022).
Morì nel 1025, lasciando alla sorella una corda in cilicio ed una catena di ferro. Venerato come beato dalla Chiesa cattolica, la sua memoria liturgica cade il 20 agosto.

## Opere
Tra il 1008 ed il 1012 pubblicò il Decretorum Libri XX che costituì il più importante compendio di diritto canonico prima della pubblicazione del Decretum Gratiani. Esso venne compilato nel corso di quattro anni trascorsi da Burchardus sulle colline di Worms, fuori dalle mura della città.
Come fonte del diritto canonico, il Decretum di Burchardus venne sostituito intorno al 1150 dal Decretum Gratiani.
Tra il 1023 ed il 1025, Brocardus compilò le Leges et statuta familiae S.Petri Wormatiensis, norme dirette a regolare i diritti dei fedeli appartenenti alla sua diocesi.

## Genealogia episcopale
La genealogia episcopale è:
- Arcivescovo Villigiso di Magonza
- Vescovo Burcardo di Worms

## Traduzioni

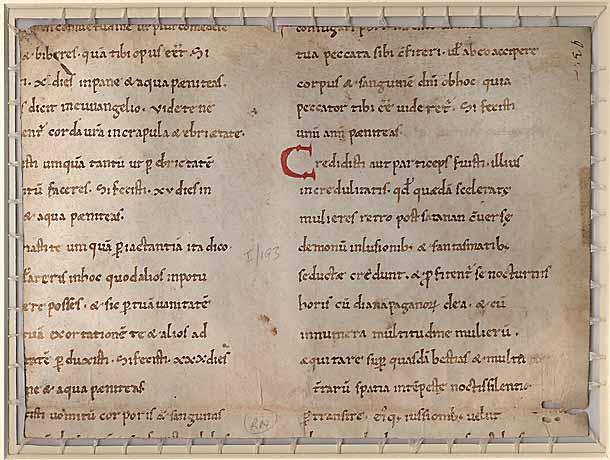
Decretum

- (PT)  Bragança Júnior, Álvaro & Birro, Renan M. (2016). O Corrector sive Medicus (ou Corrector Burchardi, ou Da poenitentia, c.1000-1025) por Burcardo de Worms (c.965-1025): apresentação e tradução latim-português dos capítulos 1-4, além das "instruções" de penitência 001 a 095, Revista Signum 17 (1), pp.266-309.
- (FR)  Gagnon, François (2010). Le Corrector sive Medicus de Burchard de Worms (1000-1025): présentation, traduction et commentaire ethno-historique. Dissertação. Montréal: Université de Montréal, 2010.
- (EN)  Shiners, John (2009). Burchard of Worms’s Corrector and Doctor (c. 1008-12) In: Shiners, John (ed.). Medieval Popular Religion, 1000-1500: A reader. 2. ed. Toronto: University of Toronto Press, pp.459-470.
- Picasso, Giorgio; Piana, Giannino; Motta, Giuseppe (1998). A pane e acqua: peccati e penitenze nel Medioevo - Il «Penitenziale» di Bucardo di Worms. Novara: Europia.
- (EN)  McNeill, John & Garner, Helena (1965). Medieval Handbooks of Penance. New York: Octagon Books, pp.321-345.